# The Unnamable II: The Statement of Randolph Carter
The Unnamable II: The Statement of Randolph Carter è un film del 1992 diretto da Jean-Paul Ouellette.
È un film horror statunitense con Mark Kinsey Stephenson, Charles Klausmeyer e Maria Ford. È basato sul racconto del 1920 La dichiarazione di Randolph Carter di Howard Phillips Lovecraft. È il seguito di La creatura (The Unnamable) del 1988 (a sua volta liberamente tratto dal racconto omonimo). Mark Kinsey Stephenson riprende il ruolo di Randolph Carter dal film precedente, mentre Charles Clausmeyer appare come Howard. John Rhys-Davies interpreta il professor Warren e David Warner interpreta il preside dell'università.

## Produzione
Il film, diretto e sceneggiato da Jean-Paul Ouellette, fu prodotto da Russell D. Markowitz e dallo stesso Ouellette per la The Unnamable Productions e la Yankee Classic Pictures e girato dall'11 febbraio al 14 marzo 1992 con un budget stimato in un milione di dollari.

## Distribuzione
Il film fu distribuito negli Stati Uniti dal 10 marzo 1993 con il titolo The Unnamable II: The Statement of Randolph Carter.
Alcune delle uscite internazionali sono state:
- nel Regno Unito il 21 ottobre 1992
- in Giappone il 5 febbraio 1993 (in anteprima),
- in Germania il 23 agosto 1993 (in anteprima)
- in Francia (Créature des ténèbres)
- in Germania (Der Dämon erwacht)
- in Finlandia (Otus)

## Promozione
La tagline è: "From the depths of HELL".